# Colpotrochia nana
Colpotrochia nana là một loài tò vò trong họ Ichneumonidae.